# Adages
Les Adages (latin Adagia) sont un recueil d'adages grecs et latins, compilés par Érasme, célèbre humaniste néerlandais de la Renaissance. Ces adages sont accompagnés systématiquement d'un commentaire, dont la longueur peut aller d'un paragraphe à plusieurs dizaines de pages. La première édition est publiée sous le titre Collectanea Adagiorum à Paris en 1500. Devant son succès, 16 éditions paraissent du vivant d'Érasme qui les augmente à dix reprises (de 820 adages en 1500 à 4 151 en 1536 dans l'édition de Bâle). L'ouvrage en tant que trésor de la sagesse antique s'appliquant à la vie moderne reste un succès d'édition tout au long du XVIe siècle, jusqu'à sa mise à l'Index en 1559 par le concile de Trente qui le juge trop subversif. Dans la composition de ce livre, Érasme s'est servi de la Cornu copiae de Niccolò Perotti.

## Principaux auteurs cités
| Auteur               | Nombre de citations |
| -------------------- | ------------------- |
| Cicéron              | 892                 |
| Homère               | 666                 |
| Plutarque            | 618                 |
| Aristophane          | 596                 |
| Horace               | 475                 |
| Plautus              | 475                 |
| Souda                | 392                 |
| Athénée de Naucratis | 356                 |
| Lucien de Samosate   | 335                 |
| Aristote             | 304                 |
| Pline l'Ancien       | 287                 |
| Tite Live            | 257                 |
| Virgile              | 229                 |

## Quelques adages célèbres
Les adages les plus célèbres sont, : « au royaume des aveugles, les borgnes sont rois » (« In regione caecorum, rex est luscus »), « juste ce qu'il faut » (« Ne quid nimis »), « l'habit fait l'homme » (« vestis virum facit »), « qu'ils me haïssent pourvu qu'ils me craignent » (« oderint, dum metuant »), « c'est toujours la même chanson » (« cantilenam eandem canis »), « vivre au jour le jour » (« in diem vivere »), « avoir un pied dans la tombe » (« alterum pedem in cymba Charontis habere », littéralement « avoir l'autre pied dans la barque de Charon »), « ravages du temps » (« vitiat lapidem longum tempus », littéralement « longueur du temps ronge la pierre »), « laisser la proie pour l'ombre », « en son âme et conscience », « l'habitude est une seconde nature », « décrocher la lune », « quand on parle du loup » (« lupus in fabula »), « très peu pour moi », « Voter avec ses pieds », « aussitôt dit, aussitôt fait », « aide-toi le ciel t'aidera », « soigner le mal par le mal », « connais-toi toi-même » (« Nosce te ipsum »), « être dans le même bateau » (« In eadem es navi »), « bon gré, mal gré » (« Nolens, volens »), « tant qu’il y a de la vie, il y a de l’espoir », « tondre un chauve », etc.